# 테라사키 유카
테라사키 유카(일본어: 寺崎 裕香 데라사키 유카[*], 1983년 8월 4일 ~ )는 일본의 여자 성우이자, 배우다.

## 성우 활동

### 출연 작품

#### TV 애니메이션
2006년
- 가정교사 히트맨 리본!(바질)

2008년
- 유희왕 5D's(루카)
- 어떤 마술의 금서목록(미샤 크로이체프)

2011년
- 지하야후루(와타야 아라타)
- 이나즈마 일레븐 GO(마쓰카제 덴마)

2012년
- 다마고치!(썬더치)

2013년
- 두근두근! 프리큐어(라켈)

2023년
- 포켓몬스터(로이)